# ウィリアム・ヒレブランド

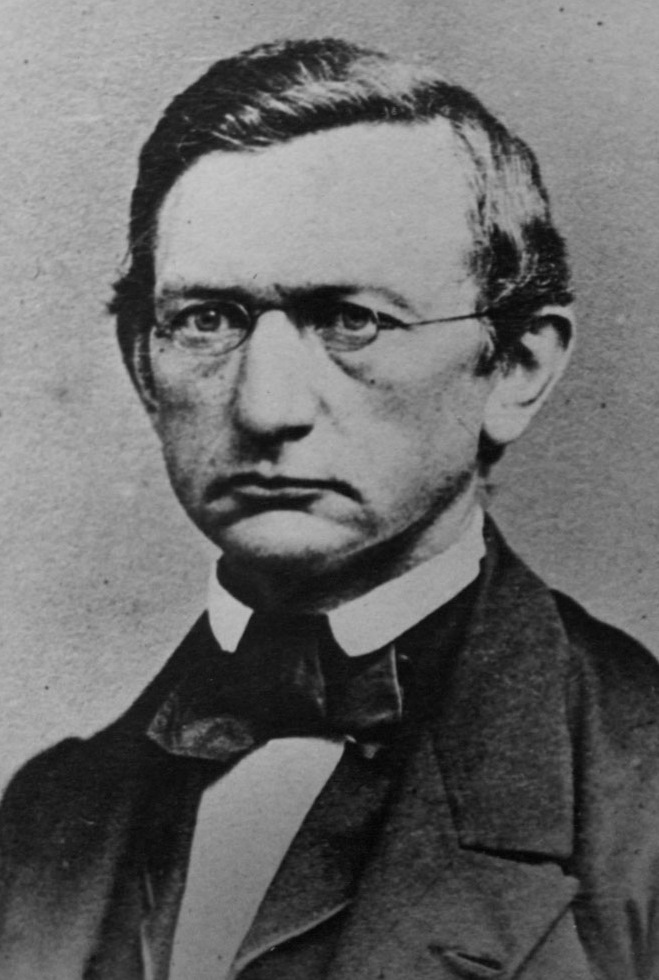
William (Wilhelm) Hillebrand

ウィリアム・ヒレブランド（William Hillebrand、ドイツ語名:Wilhelm Hillebrand、1821年11月13日 - 1886年7月13日)はドイツ生まれで、ハワイで働いた医師、植物学者である。ホノルルのヒレブランドの住んだ屋敷は現在はフォスター植物園となっている。

## 略歴
プロイセンのニーハイムの判事の息子に生まれた。ハイデルベルク大学、ベルリン大学で医学を学び、パーダーボルンで医師を開業するが、肺病にかかり、療養のために暖地に移ることになり、1849年にまずオーストラリアに渡り、ドイツ生まれの医師、植物学者のハンス・ヘルマン・ベーアとオーストラリアの植物採集を行い、共にフィリピンに渡り、医師として働いた後、サンフランシスコからヒレブランドは1850年12月にハワイに移り、1870年までハワイで働くことになった。ベーアはサンフランシスコで医師となった。
ヒレランドは20年近いハワイでの暮らしで、ハワイの言葉を覚え、ハワイの王室のためにも働いた。医師のウェズリー・ニューカムと働き、1852年にニューカムの義理の娘と結婚した。1853年にカメハメハ4世の王妃エマから13エーカーの土地を買い屋敷を立て、何年にも渡って、庭に珍しい植物や現地の植物を植えた。
ハワイに住んだ7年後に9人の医師とハワイ医学会を設立し、1858年にカメハメハ4世の王室の侍医となり、1860年から1871年の間、クイーンズ病院の医師を務めた 。
1865年に王室の顧問（Privy Council）、保険委員、移民局長に任じられ、同じ年の12月にはハワイ政府の依頼でアジアや東南アジアに派遣され、サトウキビのプランテーションのための労働者の確保やハンセン病の最新の治療法の習得、ハワイに適した有用な動植物の収集と輸入などの仕事を行った。ハンセン病に関する記事は1883年に発表された。
1871年にドイツに戻り、1877年にはポルトガルからサトウキビのプランテーションのための移民を送り出した。その後もハワイに戻ることを望んでいたが、1880年に、渡航をあきらめ、ホノルルの屋敷を船舶業主のトーマス・フォスター夫妻に売却した。この土地はフォスター夫妻が管理、拡張し、1930年に妻のメアリー・フォスターが没すると、土地はホノルル市に寄贈され、整備されてフォスター植物園となった。
1883年にヒレブランドは「ハワイ諸島の植物｣（ "Flora of the Hawaiian Islands: a description of their phanerogams and vascular cryptogams"）を出版した。ヒレブランドの残した標本などの同定はオーストリア生まれのジョセフ・フランシス・チャールズ・ロックによって行われた。
オオバコ科の植物の種、Veronica hillebrandii　やミカン科の植物の種、Phebalium hillebrandii に献名されている。

## 著作
- William Hillebrand (1888). Flora of the Hawaiian Islands: a description of their phanerogams and vascular cryptogams. Williams & Norgate